# قطعة 20 دينار جزائري
| 20 دينار ( الجزائر) | 20 دينار ( الجزائر)                                                     |
| ------------------- | ----------------------------------------------------------------------- |
| قيمة:               | 20 دينار جزائري                                                         |
| كتلة:               | 8,62 جم                                                                 |
| قطر:                | 27,50 مم القلب:19,55 مم                                                 |
| سمك:                | 2,07 مم                                                                 |
| حافة:               | ملساء                                                                   |
| تركيب:              | القلب: نحاس 92%؛ ألومنيوم 6%؛ نيكل 2% الطوق: فولاذ AISI 430.            |
| تاريخ الصك:         | 1994                                                                    |
| رقم الكتالوج:       |                                                                         |
| وجه                 |                                                                         |
| وجه                 |                                                                         |
| تصميم:              | الرقم 20 منمنم ومستوحى من مشبك تزييني، يمثل رأس عصفور في عهد الحماديين. |
| مصمم:               | مجهول                                                                   |
| تاريخ التصميم:      | مجهول                                                                   |
| ظهر                 |                                                                         |
| ظهر                 |                                                                         |
| تصميم:              | رأس أسد الأطلس موجه نحو اليسار.                                         |
| مصمم:               | مجهول                                                                   |
| تاريخ التصميم:      | مجهول                                                                   |

20 دينار جزائري هو إحدى الانقسامات النقدية المعدنية للدينار الجزائري المتداولة، من صنف ثنائي المعدن. تم إصدارها من طرف البنك الجزائري وشرع في تداولها ابتداء من 6 أبريل 1994.

## وصف
قطعة 20 دينار متكونة من طوق خالجي فولاذي مقاوم للصدأ، لونه رمادي فولاذي، ومن قلب برونزي أصفر اللون مرصع داخل هذا الطوق متكونة من نحاس 92 %؛ ألومنيوم 6 %؛ نيكل 2 %. قطرها 27,50 مم (قطر القلب: 19,55 مم) وسماكة 2,07 مم ووزنها 8,62 جم.

## الوجه
الموضوع الرسمي لوجه القطعة هو داخل القلب الرقم 20 منمنم ومستوحى من مشبك تزييني، يمثل رأس عصفور في عهد الحماديين، على الطوق علامات بالأحرف العربية، في الأعلى مكتوبة كلمة «بنك الجزائر» وفي الأسفل كلمة «دينار»، مفصولتان أفقيا بنجمتين

## الظهر
الموضوع الرسمي لظهر القطعة داخل القلب رأس أسد الأطلس موجه نحو اليسار ويمتد على الطوق. وعلى يسار رأس الأسد تاريخ السك بالهجري وبالملادي. وعلى الطوق تزيين دائري منمنم مستوحى من معمارية في عهد الحماديين ومشكلا دائرة شبه كاملة.

## أنظر أيضًا
- دينار جزائري
- قائمة العملات المعدنية للدينار الجزائري